# Controverse sur la consommation du lait
Pour un article plus général, voir Lait de vache.
On retrouve des traces de l'utilisation humaine du lait de vache depuis 8500 ans environ; actuellement, le lait de vache est un aliment très largement consommé (plus par l'être humain que par les bovins).
Une autre controverse existe cependant sur la consommation du lait de vache, nourrie de publications et d'articles exposant des points de vue souvent radicalement opposés (les uns estimant que ce lait est plutôt bon pour la santé, et les autres qu'il est un facteur d'intolérance et de risques de certaines maladies chroniques).
Un point de vue intermédiaire est qu'il existe des risques, mais associés à la qualité du lait, à son mode de traitement (stérilisation, homogénéisation) ou à des prédispositions génétiques, épigénétiques ethniques ou individuelles.

## Histoire
Cette controverse s'est développée dans les années 2000 et concerne les risques et dangers — supposés ou réels, immédiats ou différés — liés à la consommation de lait de vache, en particulier à la consommation de lait liquide (ou cru) par les adultes ou à la suite de différences de teneurs en certains contaminants et composants naturels du lait selon qu'il provienne d'élevage industriel ou de l'agriculture biologique. Le lait de vache est souvent également jugé trop gras et donc source de risque cardiovasculaire si consommé en excès.

## Les arguments de la controverse
Deux types d'argumentaires sont invoqués ;
1. ceux qui portent sur une toxicité intrinsèque du lait pour tout ou partie de la population adulte ; toxicité qui pourrait peut-être selon certains auteurs[Qui ?] être réduite (ou annulée) par certains traitements du lait ou des produits laitiers en aval de la production laitière, ou par une sélection génétique des vaches faisant qu'elles produiraient moins de composés susceptibles de déclencher des allergies ou intolérances[3] ;
2. ceux qui expliquent une partie des intolérances ou effets nuisibles pour la santé par une contamination anormale du lait par des produits indésirables introduits en amont de la filière dans l'alimentation ou l'environnement des génisses et des vaches laitières, ou induites par de mauvaises conditions d'élevage (élevage hors-sol, stress animal...)[3]. Cette seconde catégorie d'arguments n'est pas propre au lait de vache. le lait de chèvre ou le lait maternel sont aussi concernés par ces questions, le lait maternel pouvant d'ailleurs lui-même voir sa qualité dégradée par l'absorption par la mère ou la future mère allaitante de lait ou produits laitiers contaminés. Cette contamination pouvant provenir du processus d'alimentation ou d'élevage de la vache, ou intervenir plus tard, par exemple dans des emballages susceptibles de relarguer des produits indésirables (bisphénol par exemple)[3]...

## Les éléments de la controverse
Quand elle concerne les qualités intrinsèques du lait de vache, la controverse porte principalement sur une éventuelle influence épigénétique du lait, donc sur les événements cellulaires, génomiques et protéomiques. On reproche alors au lait d'avoir chez tout ou partie des adultes des effets inflammatoires, métaboliques, oxydatifs voire indirects sur la fonction neurocognitive du sujet âgé.
Pour certains des composants du lait des mécanismes pathogènes ont été documentés (c'est le cas pour les lipides saturés, le lactose et au moins une forme de caséine : β-casein type A1,). Dans d'autres cas incluant des enzymes, des peptides de faible poids moléculaire partiellement digérés et certains composés azotés non protéiques, des effets indésirables sont suspectés, mais qui pourraient aussi être liés à des allergies croisées ou éventuellement à des prédispositions liées à des facteurs environnementaux.

## Principaux auteurs à l'origine des remises en cause du lait
La question des effets de la consommation de lait de vache sur la santé est régulièrement débattue, et ce lait est devenu récemment l'un des aliments suscitant le plus de controverses dans des livres grand public (voir bibliographie) ou sur le web, notamment en raison de sa valeur symbolique. Selon le sociologue Jean-Pierre Corbeau spécialisé dans les peurs alimentaires, un discours anti-lait est apparu dans les années 1990 essentiellement dans des ménages urbains avec un bon pouvoir d'achat, dans une logique non plus de la peur du manque alimentaire mais de l'excès, favorisé initialement par l'ambivalence symbolique du lait et mis en exergue par les cas d'intolérance au lactose (le lactose étant aussi suspecté d'augmenter le risque de certaines maladies ischémiques et cardiaques,) et d'allergie aux protéines de lait de vache.
Ces dernières années, en France, quelques auteurs se sont singularisés dans le débat sur les effets du lait de vache sur la santé, en particulier Thierry Souccar, le Dr Nicolas Le Berre en défaveur du lait, et le Dr Jean-Marie Bourre en faveur du lait.
D'autres intervenants ou sources d'information générique et objective sont en France des institutions gouvernementales comme l'INRA, l'Académie de Médecine, l'Afssa (devenue Anses), le PNNS (Programme National Nutrition Santé), les écoles d'ingénieur telles que l'AgroParisTech et l'ENVA, ainsi que les Universités. Des structures identiques ou similaires existent dans la plupart des pays développés, au niveau européen (AESA) ou mondial (FAO, OMS).
Enfin les autres sources d'information sont les producteurs laitiers, les grandes sociétés productrices de produits laitiers, et les organismes qui les représentent ou qui en dépendent (CNIEL, CIDIL).

### Thierry Souccar
Thierry Souccar est le principal détracteur du lait en France. Il affirme que la caséine du lait, son calcium ainsi que certaines hormones qu'il contient pourraient contribuer à l'émergence de maladies graves comme le diabète de type I chez l'enfant, la sclérose en plaques, le cancer et même l'ostéoporose, que le lait est censé prévenir.

### Jean-Marie Bourre
Le Dr Jean-Marie Bourre est docteur en médecine, docteur es-sciences et ingénieur chimiste. Il, met en avant les sélections restrictives de références effectuées par les détracteurs du lait de vache, et remarque que ces informations sur les effets pervers du lait ont parfois conduit au remplacement de celui-ci par des produits inadaptés à l'alimentation des enfants, tels que le lait végétal. Cette pratique peut selon lui mettre la santé des enfants en grave danger. Selon Jean-Marie Bourre, un autre argument mis en avant par les détracteurs veut que les produits laitiers fassent grossir, mais Jean-Marie Bourre avance des études prouvant que la consommation de produits laitiers au sein d'une alimentation équilibrée réduit les risques de diabète, d'obésité, et surtout d'hypertension, sans pour autant faire maigrir.

### Nicolas Le Berre
D'après le Dr Nicolas Le Berre, plusieurs nutritionnistes considèrent que le lait n'est pas véritablement adapté au régime alimentaire des adultes, mais que la plupart des produits laitiers le sont. Selon eux, les protéines et le calcium du lait seraient difficilement assimilés par l'espèce humaine, car adaptés seulement au veau.

## Controverse sur la contribution réelle du lait à l'apport en calcium

### Apports en calcium: rôle du lait
Les apports journaliers recommandés en calcium dans l'Union européenne sont de 800 mg par jour, mais les apports nutritionnels conseillés varient suivant les sous-populations, et sont moins élevés pour les enfants. Une longue étude de l'OMS montre que les ANC varient sensiblement entre les pays développés, et que les besoins sont moins élevés quand l'alimentation est moins riche en sodium et en protéines. En France, 60 % des apports en calcium sont issus du lait de vache et leur relation avec le gain de masse osseuse et la réduction des risques d'ostéoporose est mise en avant par l'Académie de Médecine, la restriction de la consommation de produits laitiers aboutissant, selon Jean-Marie Bourre, à des carences en calcium. D'autres études aboutissent à des conclusions beaucoup plus mitigées.

### Biodisponibilité du calcium
Les qualités nutritives du lait de vache sont sujettes à polémique, notamment par rapport à son assimilabilité par l'organisme humain, selon Thierry Souccar : malgré une quantité importante de calcium en valeur absolue dans le lait de vache, une étude mettent en avant le fait que la quantité de calcium réellement absorbée par l'organisme est très faible. De plus, le même auteur remarque que l'acidité de la plupart des produits laitiers (également riches en sucres) forcerait l'organisme à puiser dans le calcium des os pour compenser, ce qui pourrait donner un bilan calcium négatif. Jean-Marie Bourre fait savoir que la biodisponibilité du calcium issu du lait de vache s'élève à 35 %, ce qui est comparable à celle d'autres aliments.
D'autres aliments contiennent du calcium : eau du robinet, amandes, pistaches, dattes, persil, figues, cresson, cacao, pissenlit, oranges, haricots secs, jaune d'œuf, graines de sésame, Tahini, brocoli, choux, épinard (les légumes à feuilles vertes en général), certains poissons.
L'INRA estime que la biodisponibilité du calcium du lait est bonne. La biodisponibilité n'atteint jamais 100 %. Des apports suffisants en vitamine D sont un des facteurs d'assimilation du calcium. L'assimilation est aussi influencée par les autres nutriments, et serait meilleure dans le cas d'un régime riche en fruits et légumes.

## Controverse sur la consommation de lait de vache et l'effet sur l'ostéoporose et les fractures liées à l'ostéoporose
- Faible (< 150 / 100 000)
- Moyen (150-250 / 100 000)
- Élevé (> 250 / 100 000)

Apports nutritionnels mondiaux en calcium chez les adultes (mg/jour).
<400
400-500
500-600
600-700
700-800
800-900
900-1000
>1000

Taux de fracture de la hanche dans le monde - ajustés pour l'âge - et risque de fracture.
Faible (< 150 / 100 000)
Moyen (150-250 / 100 000)
Élevé (> 250 / 100 000)

Le journaliste Thierry Souccar soutient que des études épidémiologiques montreraient que, pour des tranches d'âge égales, la présence d'ostéoporose ou de fractures de la hanche est plus importante dans des pays où l'on consomme du lait que dans des pays où il est quasiment absent. Cependant, la plus grande méta-analyse, et la seule publiée dans un journal dont les règles suivent des standards rigoureux de relecture, réalisée à ce jour (195 102 femmes, 3574 fractures) ne montre aucune association entre consommation de lait et risque de fracture de la hanche. La seule lecture de cet article devrait logiquement, si l'on s'en tenait à une stricte rigueur scientifique, clore le débat sur la non-nocivité du lait dans ce domaine. Le problème est que les exemples cités par M. Souccar ne sont pas publiées dans des revues à comité de lecture et que ses propos sont massivement repris par la littérature grand public prenant comme base le livre de M. Souccar. L'un des arguments les plus fréquemment mis en avant est le fait que les populations d'Asie et d'extrême orient souffrent moins de cette maladie tout en ne consommant pas de lait, en mettant en exergue non pas une publication scientifique mais le site internet d'un opposant américain à la consommation de lait  ou en falsifiant les conclusions de publications scientifiques sans doute de bonne foi (voir la synthèse zététique sur cette argumentation par le collectif de scientifiques "Cortecs" ). Un exemple d'argumentaire fallacieux est que le Japon voit un nombre de fractures du col du fémur presque aussi élevé qu'en occident et juxtapose ce fait avec une consommation de produits laitiers multipliée par 20 depuis la 2e guerre mondiale. Or, les études citées ne font pas mention de la consommation laitière dans les facteurs explicatifs mais d'apport calcique en général. De plus, selon Jean-Marie Bourre, il faut prendre en compte leur espérance de vie plus limitée, le fait que les habitants du sous-continent indien en consomment, ainsi que le fait que les structures de dépistage et de soin soient plus rares, ce qui peut introduire des biais lorsque des études  statistiques ne sont pas faites selon des protocoles rigoureux.

## Évolutions de la controverse
L'amélioration des méthodes d'analyse, les activités de recherche et le suivi de cohortes apportent régulièrement de nouveaux éléments d'information scientifique, donnant aussi l'occasion aux médias grand public de s'intéresser à l'alimentation et - selon certains - d'entretenir des peurs alimentaires, alors que du point de vue technique et sanitaire, l'alimentation n'a jamais été aussi contrôlée et réglementée qu'aujourd'hui.
Du point de vue scientifique strict, les études épidémiologiques peuvent apporter un éclairage mais ne constituent pas des preuves, seules des expériences (qui ne peuvent être organisées en nutrition humaine) le pourraient.

## Peut-on éliminer les composés «indésirables» du lait
Éliminer ces composants serait l'une des portes de sortie possible de la controverse. Mais en admettant qu'il y ait accord sur la nature de ces composés, ou les doses à ne pas dépasser, le sujet reste compliqué par la multiplicité des conditions de l'apparition de certains de ces composés, et le fait qu'il puisse alors avoir à travailler à toutes les étapes (alimentation du bétail, médicaments vétérinaires, stress animal, choix de races à lait pour notamment diminuer la teneur en B-caséine, chaine de fabrication de pré-produits laitiers, puis de produits laitiers ou traitement post-produits laitiers, sans oublier la neutralité chimiques des emballages (contact alimentaire).
Les contaminants tels que pesticides, résidus de médicaments, toxines diverses, hormones ou perturbateurs endocriniens, métaux lourds (plomb notamment) et métalloïdes, conservateurs, phtalates, substances cancérogènes et autres substances chimiques synthétiques peuvent en effet apparaître (parfois accidentellement) presque tout au long le processus au stade pré-produits laitiers via l'alimentation du bétail (fourrages ou ensilages souvent contaminés par des champignons indésirables ou leurs mycotoxines, susceptibles de contaminer le lait de vache, prairies contaminées par des épandages..) ou via les traitements médicamenteux du bétail, les compléments alimentaires (notamment donnés aux jeunes génisses).
Théoriquement, certains composés jugés indésirables du lait (xanthine oxydase,,, acide urique,,,, graisses saturées et lactose) peuvent techniquement être éliminés en traitant le lait ou lors de la fabrication des produits laitiers, mais il conviendra alors d'adapter l'étiquetage (ex : le lait ne contenant plus de lactose parce qu'il aurait été dégradé en glucose et galactose sera plus sucré, il ne doit pas être confondu avec du lait normal sucré.
Enfin, des laits de qualités particulière (concernant par exemple leurs teneurs en acides gras, en oligoéléments, ou au contraire concernant leur teneur en contaminants indésirables pour la santé humaine) pourrait être obtenus en changeant le type d'alimentation animale.
Les phtalates semblent à ce jour être les principaux contaminants émis par les emballages de produits laitiers les plus utilisés.